# Liste des mémoriaux de la Première Guerre mondiale en France
La liste des mémoriaux de la Première Guerre mondiale en France répertorie les monuments et mémoriaux ainsi que les stèles qui honorent la mémoire des morts aux combats, des victimes de bombardements ou d’exactions de l'ennemi ainsi que celle de personnels de santé, de chefs militaires ou politiques pendant la Grande Guerre. Cette liste ne prend pas en compte les monuments aux morts communaux.

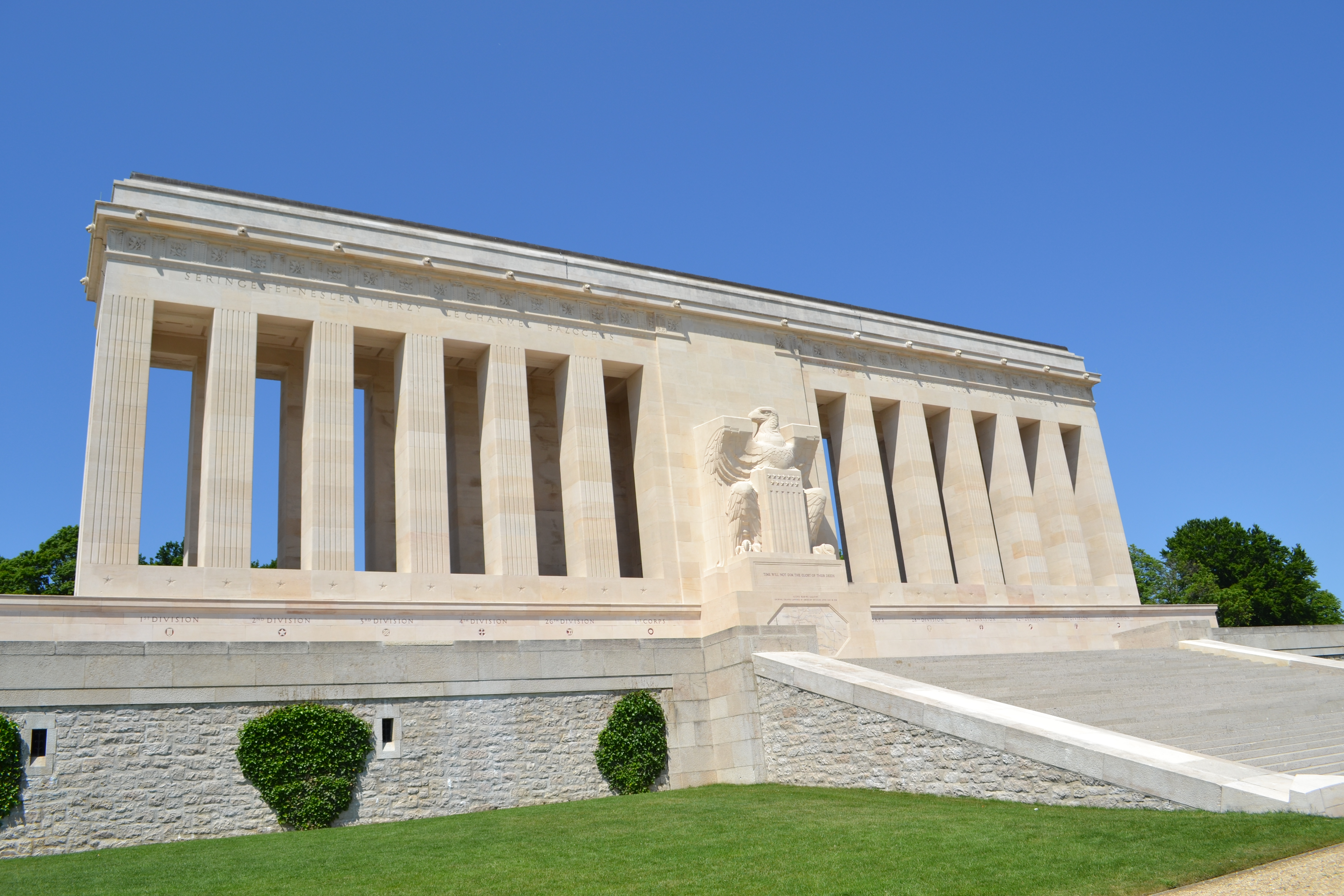
Monument américain de Château-Thierry

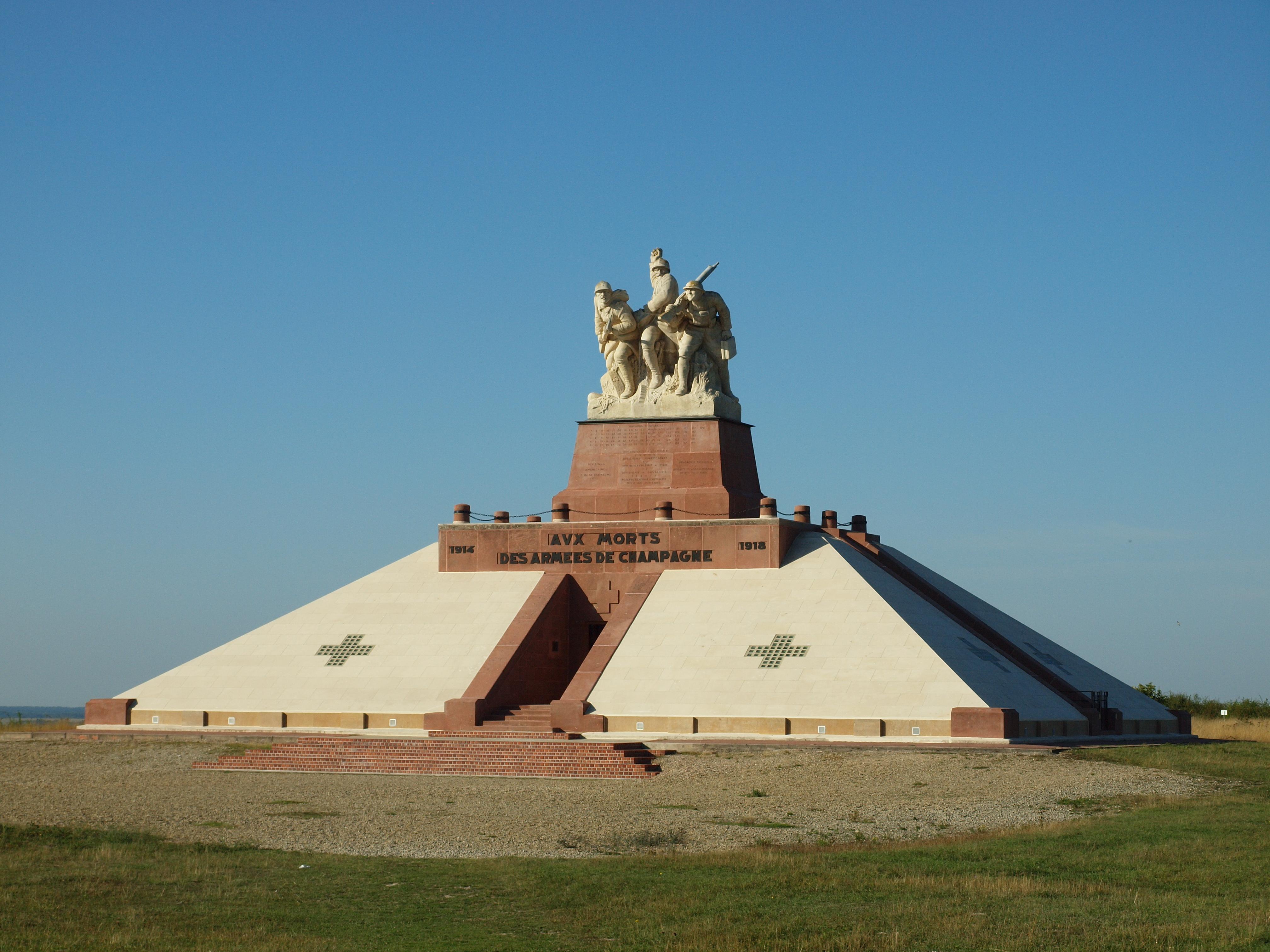
Monument « Aux Morts des Armées de Champagne »

## Liste des monuments

### Aisne
| Commune              | cimetières et monuments commémoratifs                                                                                          | illustration |
| -------------------- | --- | ------------ |
| Bellenglise          | Mémorial de la 46e division d'infanterie (North Midlands)                                                                      |              |
| Bellenglise          | Mémorial de la 4e division australienne de Bellenglise                                                                         |              |
| Bellicourt           | Mémorial américain de Bellicourt                                                                                               |              |
| Berry-au-Bac         | Monument des chars d'assaut |              |
| Bouconville-Vauclair | Ferme d'Hurtebise : monument des Marie-Louise et des Bleuets 1814-1914                                                         |              |
| Brancourt-le-Grand   | Monument en l'honneur des troupes du 118e régiment d'infanterie, de la 59e brigade et de la 30e division de l'armée américaine |              |
| Buzancy              | Monument à la 1re division américaine                                                                                          |              |
| Cerny-en-Laonnois    | Mémorial du Chemin des Dames                                                                                                   |              |
| Château-Thierry      | Monument américain de Château-Thierry                                                                                          |              |
| Craonnelle           | Monument des Basques |              |
| La Flamengrie        | Monument de la Pierre d'Haudroy                                                                                                |              |
| Guise                | Monument à la mémoire de la Ve Armée française                                                                                 |              |
| Laffaux              | Moulin de Laffaux |              |
| Oulchy-le-Château    | Monument national de la seconde bataille de la Marne                                                                           |              |
| Prémont              | Monument en l'honneur des troupes du 118e régiment d'infanterie, de la 59e brigade et de la 30e division de l'armée américaine |              |
| Soissons             | Mémorial britannique de Soissons                                                                                               |              |

### Finistère
| Commune | cimetières et monuments commémoratifs | illustration |
| ------- | ------------------------------------- | ------------ |
| Brest   | Naval Monument de Brest               |              |

### Hauts-de-Seine
| Commune            | cimetières et monuments commémoratifs | illustration |
| ------------------ | ------------------------------------- | ------------ |
| Marnes-la-Coquette | Mémorial de l'Escadrille La Fayette   |              |

### Marne
| Commune               | cimetières et monuments commémoratifs                                                       | illustration |
| --------------------- | ------------------------------------------------------------------------------------------- | ------------ |
| Dormans               | Mémorial des batailles de la Marne                                                          |              |
| Mondement-Montgivroux | Monument national de la Victoire de la Marne                                                |              |
| Reims                 | Monument aux héros de l'Armée noire                                                         |              |
| Reims                 | Monument « à la gloire des infirmières françaises et alliées victimes de leur dévouement », |              |
| Sainte-Marie-à-Py     | « Aux Morts des Armées de Champagne »                                                       |              |
| Sommepy-Tahure        | Monument américain du Blanc Mont                                                            |              |

### Meurthe-et-Moselle
| Commune     | cimetières et monuments commémoratifs                     | illustration |
| ----------- | --------------------------------------------------------- | ------------ |
| Bathélémont | Monument américain,                                       |              |
| Longwy      | Monument aux Défenseurs de la Place de Longwy (août 1914) |              |
| Montauville | Croix des Carmes                                          |              |

### Meuse
| Commune                | cimetières et monuments commémoratifs                                                                  | illustration |
| ---------------------- | --- | ------------ |
| Beaumont-en-Verdunois  | Bois des Caures : monument « Au Colonel Driant et à ses chasseurs. »                                   |              |
| Combres-sous-les-Côtes | Monument du Point X                                                                                    |              |
| Cumières-le-Mort-Homme | Monument à la 69e division d'infanterie                                                                |              |
| Cumières-le-Mort-Homme | Monument aux morts de la 40e division d'infanterie                                                     |              |
| Douaumont-Vaux         | Ossuaire de Douaumont                                                                                  |              |
| Les Éparges            | Monument au 106e régiment d'infanterie                                                                 |              |
| Esnes-en-Argonne       | Monument de la cote 304                                                                                |              |
| Lachalade              | Monument aux Garibaldiens                                                                              |              |
| Lachalade              | Ossuaire de la Haute-Chevauchée                                                                        |              |
| Montfaucon-d'Argonne   | Monument américain de Montfaucon                                                                       |              |
| Montsec                | Butte de Montsec                                                                                       |              |
| Nixéville-Blercourt    | Monument de la Voie sacrée                                                                             |              |
| Saint-Mihiel           | Monument commémorant l'assaut des troupes bavaroises sur le fort du Camp des romains en septembre 1914 |              |
| Saint-Remy-la-Calonne  | Monument à la mémoire des 21 soldats du 288e régiment d'infanterie tués le 22 septembre 1914           |              |
| Saint-Remy-la-Calonne  | Croix à la mémoire d'Alain-Fournier                                                                    |              |
| Vauquois               | Butte de Vauquois                                                                                      |              |
| Verdun                 | Monument « à la Victoire et aux soldats de Verdun »                                                    |              |
| Verdun                 | Monument de la Hollande amie                                                                           |              |
| Verdun                 | Monument de la Voie Sacrée et de la Voie de la Liberté                                                 |              |

### Morbihan
| Commune             | cimetières et monuments commémoratifs               | illustration |
| ------------------- | --------------------------------------------------- | ------------ |
| Sainte-Anne-d'Auray | Mémorial de la Grande Guerre de Sainte-Anne-d'Auray |              |

### Nord
| Commune    | cimetières et monuments commémoratifs | illustration |
| ---------- | ------------------------------------- | ------------ |
| Doignies   | Mémorial de Louverval                 |              |
| Fromelles  | Fromelles Australian Mémorial Park    |              |
| Lille      | Les Fusillés lillois                  |              |
| Masnières  | Mémorial terre-neuvien de Masnières   |              |
| Le Quesnoy | Mémorial néo-zélandais du Quesnoy     |              |
| [ 14 ]     |                                       |              |

### Oise
| Commune              | cimetières et monuments commémoratifs                                           | illustration |
| -------------------- | ------------------------------------------------------------------------------- | ------------ |
| Beauvais             | Monument au maréchal Foch                                                       |              |
| Chamant              | Monument aux otages de Senlis,                                                  |              |
| Chantilly            | Monument au maréchal Joffre                                                     |              |
| Compiègne            | Clairière de l'Armistice                                                        |              |
| Compiègne            | Monument du 11 novembre 1918                                                    |              |
| Compiègne            | Monument à Georges Guynemer                                                     |              |
| Compiègne            | Monument aux 54e et 254e régiments d'infanterie et au 13e régiment d'artillerie |              |
| Nanteuil-le-Haudouin | Monument aux Taxis de la Marne                                                  |              |
| Pierrefonds          | Monument à la mémoire des infirmières militaires de France                      |              |

### Paris
| lieu                                       | cimetières et monuments commémoratifs                     | illustration |
| ------------------------------------------ | --------------------------------------------------------- | ------------ |
| Place Vauban (7e)                          | Monument au maréchal Fayolle                              |              |
| Place Vauban (7e)                          | Monument au maréchal Galliéni                             |              |
| Square d'Ajaccio (7e)                      | Monument au général Gouraud                               |              |
| Place Joffre (7e)                          | Monument au maréchal Joffre                               |              |
| Place Denys-Cochin (7e)                    | Monument au maréchal Lyautey                              |              |
| Place du Président-Mithouard (7e)          | Monument au général Mangin                                |              |
| Place du Canada (8e)                       | Monument du Corps expéditionnaire russe                   |              |
| Cours la Reine (8e)                        | Monument à Albert Ier (roi des Belges)                    |              |
| Place Clemenceau (8e)                      | Monument à Georges Clemenceau                             |              |
| Bois de Vincennes (12e)                    | Monument aux Cambodgiens et Laotiens morts pour la France |              |
| Bois de Vincennes (12e)                    | Monument aux Indochinois chrétiens morts pour le France   |              |
| Bois de Vincennes (12e)                    | Monument au souvenir des soldats de Madagascar            |              |
| Bois de Vincennes (12e)                    | Monument aux soldats noirs morts pour la France           |              |
| Place des États-Unis (16e)                 | Monument aux Volontaires américains                       |              |
| Place du Trocadéro-et-du-11-Novembre (16e) | Statue équestre du Maréchal Foch                          |              |
| Square Alexandre-Ier-de-Yougoslavie (16e)  | Monument à Pierre Ier de Serbie                           |              |

### Pas-de-Calais
| Commune              | cimetières et monuments commémoratifs                                            | illustration |
| -------------------- | -------------------------------------------------------------------------------- | ------------ |
| Ablain-Saint-Nazaire | Anneau de la Mémoire - Mémorial international de Notre-Dame de Lorette           |              |
| Arras                | Carrière Wellington, mémorial de la Bataille d'Arras (1917)                      |              |
| Bullecourt           | Monument à la mémoire des combattants australiens et britanniques avril-mai 1917 |              |
| Bullecourt           | Monument aux australiens disparus (Sunken Road Memorial)                         |              |
| Bullecourt           | Monument du Digger                                                               |              |
| Givenchy-en-Gohelle  | Monument aux morts de la division marocaine                                      |              |
| Montreuil            | Monument au maréchal Douglas Haig                                                |              |
| Neuville-Saint-Vaast | Monument des fraternisations                                                     |              |
| Neuville-Saint-Vaast | Monument à la compagnie Nazdar et cimetière tchécoslovaque                       |              |
| Richebourg           | Touret Memorial                                                                  |              |
| Souchez              | À la Gloire de la Division Barbot (77e D.I.)                                     |              |
| Vimy                 | Mémorial de Vimy                                                                 |              |
| Warlencourt-Eaucourt | Butte de Warlencourt                                                             |              |

### Haut-Rhin
| Commune    | cimetières et monuments commémoratifs | illustration |
| ---------- | ------------------------------------- | ------------ |
| Orbey      | Musée-Mémorial du Linge               |              |
| Wattwiller | Hartmannswillerkopf (Vieil-Armand)    |              |

### Rhône
| Commune | cimetières et monuments commémoratifs | illustration |
| ------- | ------------------------------------- | ------------ |
| Lyon    | Monument aux morts d'Oran             |              |

### Seine-et-Marne
| Commune                | cimetières et monuments commémoratifs                                              | illustration |
| ---------------------- | ---------------------------------------------------------------------------------- | ------------ |
| Chambry                | Monument à mémoire des soldats de l'Armée de Paris morts à la Bataille de l'Ourcq, |              |
| Chauconin-Neufmontiers | Grande-Tombe de Villeroy (ossuaire)                                                |              |
| La Ferté-sous-Jouarre  | Mémorial britannique de La Ferté-sous-Jouarre                                      |              |
| Meaux                  | Mémorial américain de Meaux                                                        |              |
| Villeroy               | Monument à Charles Péguy                                                           |              |

### Somme
| Commune               | cimetières et monuments commémoratifs                                                                                 | illustration |
| --------------------- | --- | ------------ |
| Assainvillers         | Monument à la 169e D.I.                                                                                               |              |
| Authuille             | Mémorial de Thiepval                                                                                                  |              |
| Beaucourt-sur-l'Ancre | Monument à la Royal Naval Division                                                                                    |              |
| Beaumont-Hamel        | Mémorial terre-neuvien de Beaumont-Hamel                                                                              |              |
| Beaumont-Hamel        | Monument au 8e Argyll and Sutherland Highlanders                                                                      |              |
| Bouchavesnes-Bergen   | Monument au maréchal Foch                                                                                             |              |
| Bouchavesnes-Bergen   | Chapelle-mémorial de Rancourt                                                                                         |              |
| Cantigny              | Monument américain |              |
| Cantigny              | Monument au 28e Régiment d'Infanterie américaine                                                                      |              |
| Carnoy-Mametz         | Mémorial à la 38e division galloise de Mametz                                                                         |              |
| Chaulnes              | Monument allemand de Chaulnes                                                                                         |              |
| Chaulnes              | Monument en souvenir de la collaboration des Croix-Rouge américaine et française pendant la Grande Guerre de Chaulnes |              |
| Chipilly              | Monument à la 58e division britannique                                                                                |              |
| Contalmaison          | Monument au 12e bataillon du Manchester Regiment écossais                                                             |              |
| Courcelette           | Mémorial canadien |              |
| Démuin                | Monument à la Brigade de cavalerie canadienne                                                                         |              |
| Épehy                 | Mémorial de la 12e division d'infanterie britannique d'Épehy                                                          |              |
| Flaucourt             | Monument allemand de Flaucourt                                                                                        |              |
| Flers                 | Monument à ceux tombés aux combats de Flers, Ginchy, Lesboeufs le 26 septembre 1914                                   |              |
| Flers                 | Monument à la 41e division britannique                                                                                |              |
| Fouilloy              | Mémorial national australien de Villers-Bretonneux                                                                    |              |
| Ginchy                | Monument à la Guards Division                                                                                         |              |
| Gratibus              | Monument au 19e bataillon de chasseurs à pied                                                                         |              |
| Gueudecourt           | Mémorial terre-neuvien                                                                                                |              |
| Guillemont            | Monument à la 16e division irlandaise de Guillemont                                                                   |              |
| Guillemont            | Monument aux hommes de Jersey morts pendant la Grande Guerre                                                          |              |
| Le Hamel              | Mémorial australien du Hamel                                                                                          |              |
| Longueval             | Bois des Fourcaux |              |
| Longueval             | Mémorial national sud-africain du bois Delville                                                                       |              |
| Longueval             | Mémorial national néo-zélandais de Longueval                                                                          |              |
| Longueval             | Monument à la division néo-zélandaise                                                                                 |              |
| Longueval             | Monument aux joueurs de cornemuse                                                                                     |              |
| Longueval             | Monument aux 17e et 28e bataillons du régiment du Middlesex                                                           |              |
| Longueval             | Monument à la 18e division britannique du bois des Trôncs                                                             |              |
| Moreuil               | Monument au 12e régiment de cuirassiers à pied                                                                        |              |
| Moreuil               | Monument au 31e corps d'armée                                                                                         |              |
| Ovillers-la-Boisselle | « Je n'abandonne pas mes Bretons », monument à la mémoire des braves du 19e d'infanterie, 17 décembre 1914            |              |
| Ovillers-la-Boisselle | Monument à la 34e division des Irlandais et des Écossais                                                              |              |
| Ovillers-la-Boisselle | Mémorial de Pozières                                                                                                  |              |
| Péronne               | Monument aux morts australien du mont Saint-Quentin (Monument à la 2e division australienne)                          |              |
| Pozières              | Monument à la 1re division australienne                                                                               |              |
| Pozières              | Moulin à vent de Pozières                                                                                             |              |
| Le Quesnel            | Mémorial canadien |              |
| Sailly-le-Sec         | Monument à la 3e division australienne                                                                                |              |
| Thiepval              | Tour d'Ulster |              |
| Thiepval              | Monument à la 18e division britannique                                                                                |              |
| ,.                    | |              |

### Var
| Commune       | cimetières et monuments commémoratifs | illustration |
| ------------- | ------------------------------------- | ------------ |
| Fréjus        | Mémorial de l'Armée noire             |              |
| Saint-Raphaël | Mémorial de l'Armée d'Afrique         |              |

### Vosges
| Commune | cimetières et monuments commémoratifs | illustration |
| ------- | ------------------------------------- | ------------ |
| Charmes | Monument de Lorraine                  |              |

### Yvelines
| Commune    | cimetières et monuments commémoratifs | illustration |
| ---------- | ------------------------------------- | ------------ |
| Versailles | Monument Pershing - Lafayette         |              |